# یوهان لیبوس
یوهان لیبوس (انگلیسی: Johan Liébus؛ زادهٔ ۵ نوامبر ۱۹۷۸) بازیکن فوتبال اهل فرانسه است.
از باشگاه‌هایی که در آن بازی کرده‌است می‌توان به باشگاه فوتبال استاد رنس، باشگاه فوتبال لو مان، و باشگاه فوتبال متس اشاره کرد.